# Boris Guriewicz (1931–1995)
Boris Maksimowicz Guriewicz (ros. Борис Максимович Гуревич; ur. 23 marca 1931 w Moskwie, zm. 10 stycznia 1995 tamże) – radziecki zapaśnik walczący w stylu klasycznym. Złoty medalista olimpijski z Helsinek 1952, w kategorii do 52 kg.
Mistrz świata w 1953 i 1958 roku.
Mistrz ZSRR w 1950 i 1955; drugi w 1952, 1959 i 1960; trzeci w 1963 roku.
Pochowany na Cmentarzu Wostriakowskim w Moskwie.